# Semidalis pluriramosa
Semidalis pluriramosa là một loài côn trùng trong họ Coniopterygidae thuộc bộ Neuroptera. Loài này được Karny miêu tả năm 1924.